# Duncan Scott (hockey sur gazon)
Pour les articles homonymes, voir Duncan Scott.
Duncan Scott né le 31 août 1998, est un joueur britannique de hockey sur gazon. Il évolue au poste de milieu de terrain au Wimbledon HC et avec les équipes nationales anglaise et britannique.

## Carrière
- Équipe nationale U21 de 2016 à 2019.
- Il a débuté en équipe nationale première le 4 février 2022 avec l'Angleterre contre l'Espagne à Valence lors de la Ligue professionnelle 2021-2022[2].

## Palmarès
- : 1er à la Sultan of Johor Cup en 2018 avec la Grande-Bretagne
- : 1er à la Sultan of Johor Cup en 2019 avec la Grande-Bretagne
- : 2e à la Sultan of Johor Cup en 2017 avec la Grande-Bretagne
- : 2e à l'Euro U21 en 2019 avec l'Angleterre